# RED A03
A RED A03 V12 hengerelrendezésű, folyadékhűtésű repülőgép-dízelmotor, melyet a német RED  Aircraft fejlesztett ki és gyárt. A Jak–152 kiképző és gyakorló repülőgépen alkalmazzák.